# Fetish
Singles par Selena Gomez
Bad Liar
(2017) Wolves
(2017)
Singles par Gucci Mane
Tone It Down (en)
(2017) Lit (en)
(2017)
Fetish est une chanson de Selena Gomez et Gucci Mane sortie le 13 juillet 2017.

## Clip vidéo
Un teaser d'environ trois minutes est posté sur YouTube le 13 juillet 2017. Les lèvres de Selena Gomez sont filmées en gros plan pendant qu'elle chante Fetish,. Il est réalisé par Petra Collins (en) qui avait déjà collaboré avec la chanteuse lorsqu'elle l'avait photographiée pour le magazine Wonderland.
Le clip vidéo de Fetish sort le 26 juillet 2017. Il est lui aussi réalisé par Petra Collins. Elle s'est inspirée de photos de Nobuyoshi Araki et du personnage d'Isabelle Adjani dans le film Possession.

## Classements
| Classement (2017)                              | Meilleure position |
| ---------------------------------------------- | ------------------ |
| Allemagne (GfK Entertainment)                  | 36                 |
| Australie (ARIA)                               | 23                 |
| Autriche (Ö3 Austria Top 40)                   | 31                 |
| Belgique (Flandre Ultratip Bubbling Under 100) | 2                  |
| Belgique (Wallonie Ultratip Bubbling Under 50) | 5                  |
| Canada (Hot 100)                               | 10                 |
| Canada (Digital Songs)                         | 11                 |
| Canada (CHR/Top 40)                            | 43                 |
| Écosse (OCC)                                   | 36                 |
| Danemark (Tracklisten)                         | 22                 |
| Espagne (PROMUSICAE)                           | 53                 |
| États-Unis (Hot 100)                           | 27                 |
| États-Unis (Digital Songs)                     | 11                 |
| États-Unis (Pop Airplay)                       | 19                 |
| États-Unis (Rhythmic Songs)                    | 39                 |
| États-Unis (Streaming Songs)                   | 17                 |
| Finlande (Suomen virallinen lista)             | 5                  |
| France (SNEP)                                  | 31                 |
| Hongrie (Single Top 40)                        | 19                 |
| Hongrie (Stream Top 40)                        | 7                  |
| Irlande (Irish Singles Chart)                  | 29                 |
| Italie (FIMI)                                  | 53                 |
| Lettonie (LAIPA)                               | 20                 |
| Liban (The Official Lebanese Top 20)           | 12                 |
| Malaisie (RIM (en))                            | 5                  |
| Norvège (VG-lista)                             | 29                 |
| Nouvelle-Zélande (RMNZ)                        | 16                 |
| Pays-Bas (Single Top 100)                      | 49                 |
| Portugal (AFP)                                 | 12                 |
| Tchéquie (IFPI Rádio)                          | 60                 |
| Tchéquie (IFPI Singles Digitál)                | 10                 |
| Slovaquie (IFPI Rádio)                         | 53                 |
| Slovaquie (IFPI Singles Digitál)               | 5                  |
| Royaume-Uni (UK Singles Chart)                 | 33                 |
| Suède (Sverigetopplistan)                      | 24                 |
| Suisse (Schweizer Hitparade)                   | 28                 |